# オムスク市電
オムスク市電（ロシア語: Омский трамвай）は、ロシア連邦の都市・オムスク市内に存在する路面電車。2021年現在はトロリーバス（オムスク・トロリーバス）と共にオムスク市の公営企業である電気交通公社（МП г. Омска «Электрический транспорт»）による運営が行われている。

## 歴史
オムスク市内に路面電車を建設する計画はロシア革命以前から存在したが革命の影響で中断し、本格的に始動したのは当時の路線バス以上の輸送力を有する公共交通機関が求められるようになった1927年以降となった。だがその後も正式な決定には時間を費やす事となり、運営組織が設立され建設が開始されたのは1936年であった。同年のうちに最初の路線が敷設され、1936年11月15日から営業運転が開始されている。
路面電車はオムスクの発展に貢献し、翌1937年以降路線網の拡張が次々に実施された。また、同時期には旅客営業のみならず貨物営業も実施され、貨物駅も設けられていた。その後、第二次世界大戦（大祖国戦争）中のオムスク市電は市内における唯一の公共交通機関となり、労働者や燃料、日用品のみならず負傷兵の病院への輸送も実施した。
戦後は1947年に流氷による橋梁の崩壊が原因で一時的に路線が分断される事態に見舞われたものの、1954年に新たな橋梁が建設された事によりオミ川を渡る路線の運行が再開された。更に同時期には輸送力の増強に伴い車庫の増設も実施され、最大3箇所に設けられたものの、1959年に実施された再編により2か所に集約された。また、それ以降はトロリーバスの整備が優先され、路面電車の路線網の拡張は1970年代および1990年代初頭に限られた。
ロシア連邦成立以降は路線網の廃止が相次いでいる他、車庫も開業時に設立された第一車庫のみが現存する。一方で残された区間については改修工事が継続して行われている他、後述の通り車両の近代化も実施されている。

## 運行
2021年現在、オムスク市電は以下の系統で運行されている。
| 系統番号 | 起点              | 終点          | 備考・参考 |
| -------- | ----------------- | ------------- | ---------- |
| 1        | ПО Полет          | пос.Амуруский |            |
| 2        | ПО Полет          | Котельникова  |            |
| 4        | пос.Амурский      | Котельникова  |            |
| 7        | пос.Амурский      | Стрельникова  |            |
| 8        | Котельникова      | ПО Полет      |            |
| 9        | Трамвайное кольцо | Котельникова  |            |

## 車両
2021年現在、オムスク市電に在籍する車両は以下の通り。同年時点で超低床電車の導入が積極的に行われているのに加えてモスクワ市電からの譲渡車の導入も実施されており、ソ連時代の車両の置き換えが進められている。
| 車両形式   | 車両形式   | 両数 (2021年現在) | 備考・参考                                                                  |
| ---------- | ---------- | ----------------- | --------------------------------------------------------------------------- |
| 71-605     | 71-605     | 18両              |                                                                             |
| 71-605     | 71-605A    | 13両              |                                                                             |
| 71-605     | 71-605EP   | 13両              | 更新車                                                                      |
| 71-608     | 71-608KM   | 11両              | 一部はモスクワ市電からの譲渡車両                                            |
| 71-608     | 71-608EP   | 1両               | 機器更新車                                                                  |
| 71-619     | 71-619K    | 2両               |                                                                             |
| 71-619     | 71-619A    | 5両               | モスクワ市電からの譲渡車両                                                  |
| 71-619     | 71-619A-01 | 3両               | モスクワ市電からの譲渡車両                                                  |
| 71-619     | 71-619AC   | 2両               | モスクワ市電からの譲渡車両                                                  |
| AKSM-62103 | AKSM-62103 | 1両               | 部分超低床電車                                                              |
| 71-407     | 71-407-01  | 20両              | 部分超低床電車 チェレポヴェツ市電(1両)、ウファ市電(1両)からの譲渡車両を含む |
| 71-412     | 71-412     | 4両               | 超低床電車 1両はエカテリンブルク市電からの譲渡車両                          |

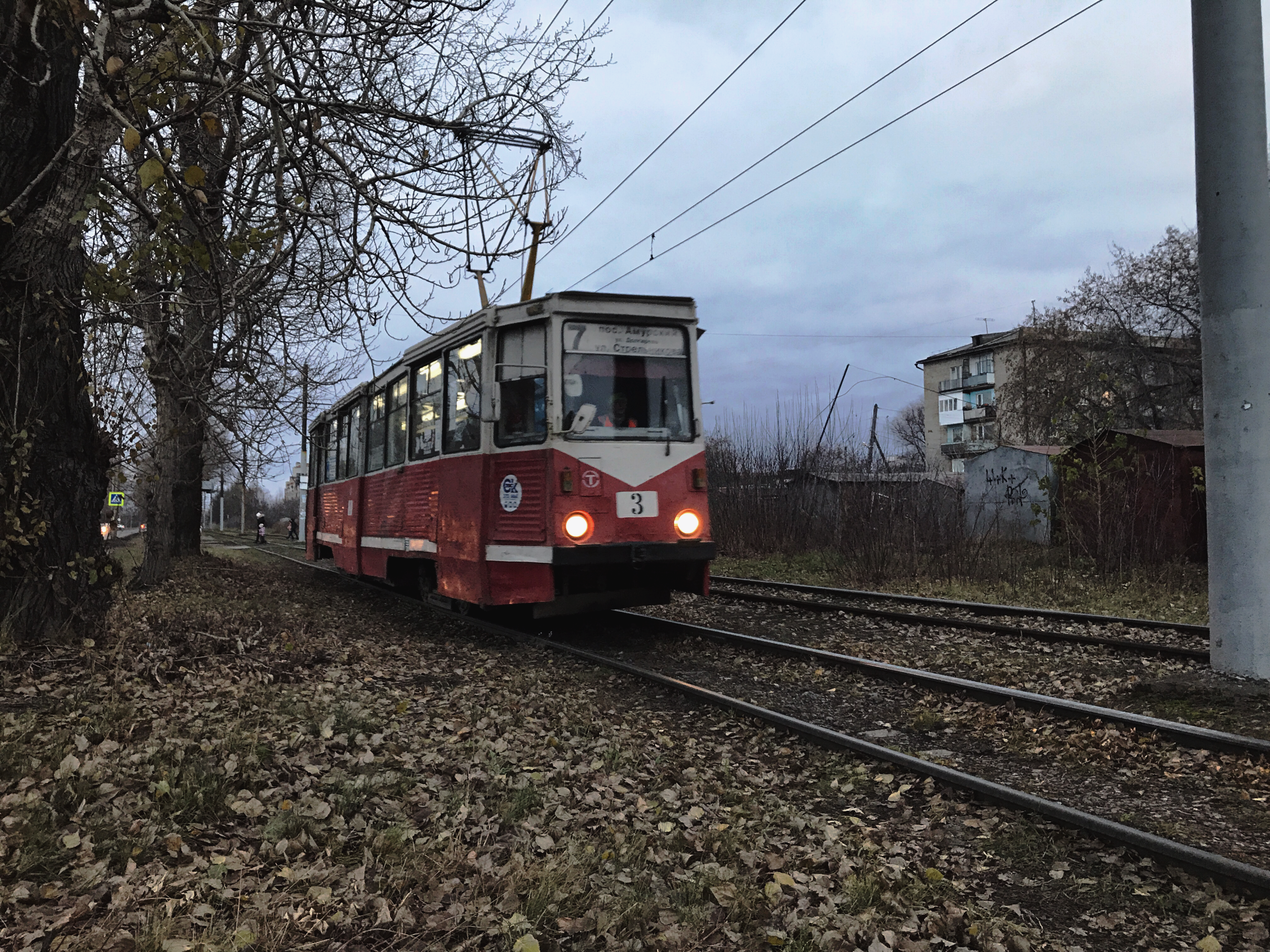
KTM-5（2020年撮影）
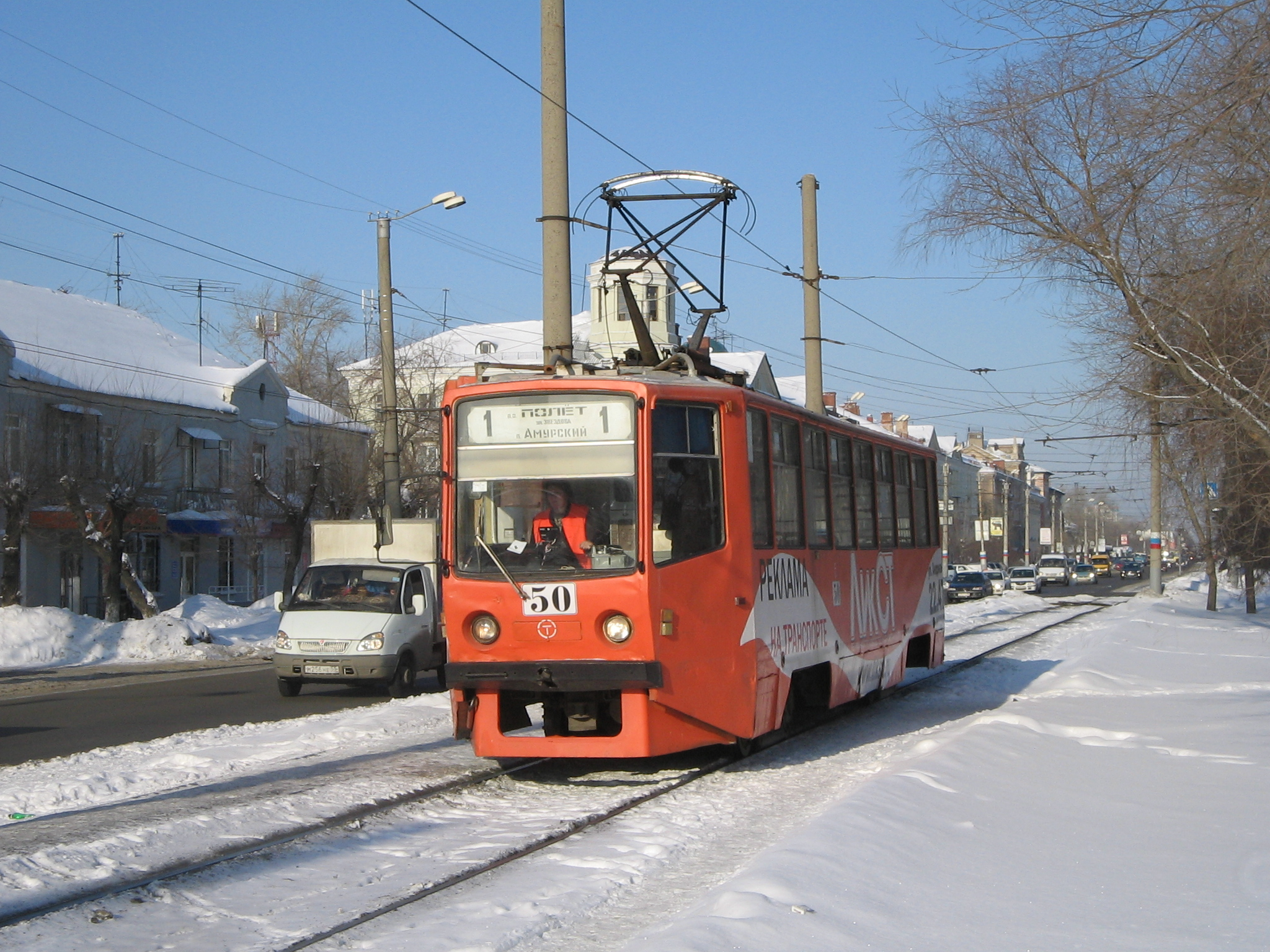
71-608KM（2011年撮影）
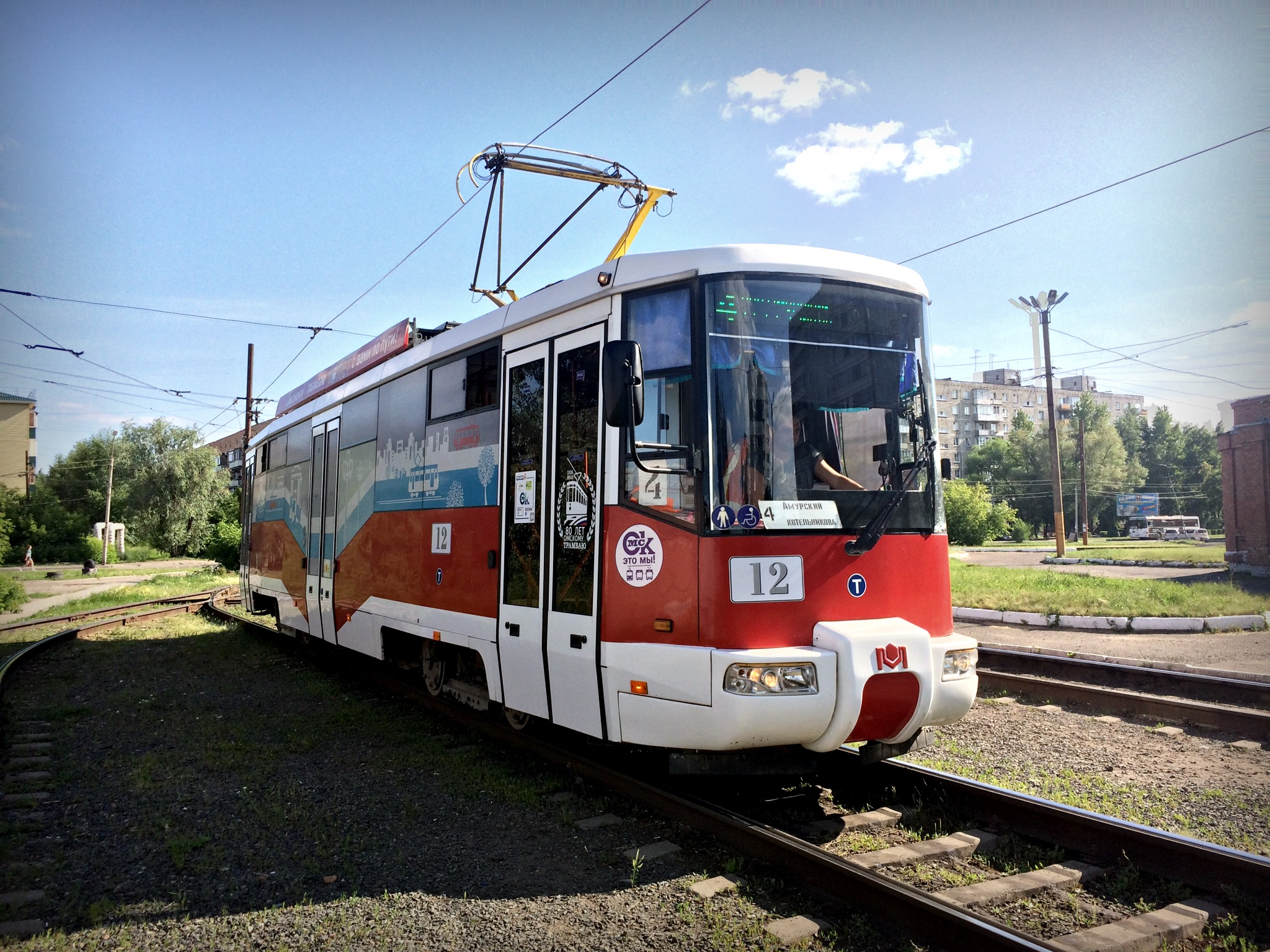
AKSM-62103（2019年撮影）

## 今後の予定
2020年に発表されたオムスク市のマスタープランでは、オムスク市内に地下鉄（オムスク地下鉄）を建設する計画に加え、路面電車についても複数の新規路線を建設する旨が発表されている。